# Az átkelés madarai
Az átkelés madarai (eredeti cím: Pájaros de verano, angolul Birds of Passage) 2018-ban bemutatott kolumbiai film Ciro Guerra és Cristina Gallego rendezésében.
A film először a 2018-as cannes-i fesztiválon debütált a Rendezők kéthete versenyszekcióban. A valós eseményeken alapuló gengszterfilm Kolumbia egy új, filmvásznon még be nem mutatott arcát tárja a néző elé. A magyar mozik 2019-ben mutatták be a Mozinet forgalmazásában.

## Cselekmény
A történet főhősének, Rapayet-nak, hogy nőül vehesse Zaidát, komoly hozománnyal kell szolgálni a lány családja felé. Gyors meggazdagodáshoz vezető út számára csak a drogbiznisz lehet: hippiknek kezd el marihuánát árulni. A közel húsz évet felölelő cselekmény alatt választ kapunk arra, hogy a túlzott jólétben élőket miként fordítja ki saját világukból a drog és milyen hatása van ezeknek a fordulatoknak a törzs életére, szokásaira.